# ماركو ساس
ماركو ساس (بالهولندية: Marco Sas)‏ (ولد في 16 فبراير 1971) هو لاعب كرة قدم هولندي متقاعد، لعب مع نادي سبارتا روتردام.

## روابط خارجية
- ماركو ساس على موقع قاعدة بيانات كرة القدم.إي يو (الإنجليزية)
- ماركو ساس على موقع Soccerbase.com (لاعب) (الإنجليزية)